# Window of the World

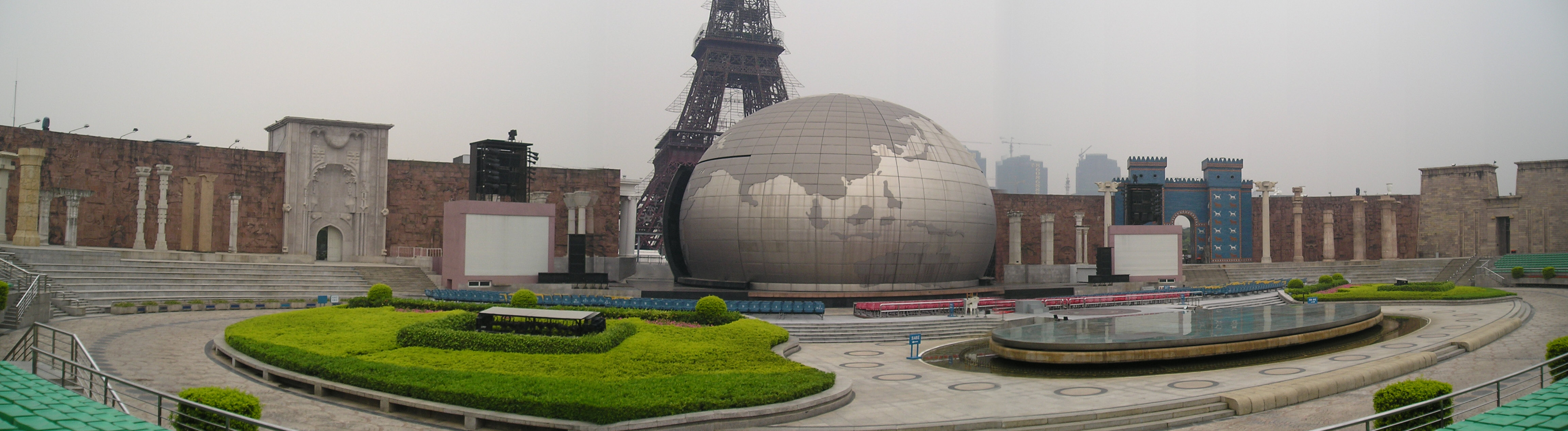
Una parte del parque

Window of the World (Chino: 世界之窗; pinyin: Shìjiè zhī Chuāng; Español: Ventana al Mundo) es un parque de atracciones ubicado en la ciudad de Shenzhen en China. Tiene aproximadamente 130 reproducciones de algunas atracciones turísticas famosas de todo el mundo (construidas a escala de 1:1, 1:5 o 1:15), reunidas en una superficie de 48 hectáreas. La réplica de la Torre Eiffel (de 108 metros de alto) domina el horizonte del lugar. El parque fue inaugurado en 1993.

## Principales atracciones
Entre las atracciones turísticas famosas reproducidas en el parque, se encuentran las siguientes:
- Torre Eiffel (París, Francia)
- Acrópolis (Atenas, Grecia)
- Pirámides de Gizeh (Giza, Egipto)
- Palacio de Buckingham (Londres, Inglaterra, Reino Unido)
- Coliseo Romano (Roma, Italia)
- Torre Inclinada de Pisa (Pisa, Italia)
- Monte Matterhorn (Suiza/Italia)
- Catedral de Colonia (Colonia, Alemania)
- Estatua de la Libertad (Nueva York, Nueva York, Estados Unidos)
- Gran Cañón (Arizona, Estados Unidos)
- Taj Mahal (Agra, India)
- Merliones de Singapur
- Angkor Wat (Camboya)
- Monte Fuji (Japón)
- Ópera de Sídney (Sídney, Australia)[1][2]
- Las líneas de Nazca (Nazca, Perú)

En el parque también se llevan a cabo festivales como el festival japonés de los cerezos y la semana cultural hindú.